# Heavy Metal Parking Lot
Heavy Metal Parking Lot ist ein Dokumentarfilm, der 1986 von Jeff Krulik und John Heyn produziert wurde.

## Handlung
Der Film zeigt jugendliche Heavy-Metal-Fans, die vor einem Judas-Priest-Konzert (mit der Vorband Dokken) im Capital Centre in Landover, Maryland am Samstag, 31. Mai 1986, auf dem Parkplatz herumhängen, feiern und sich „warmtrinken“. Wenige Wochen davor hatten Judas Priest gerade ihr Album Turbo herausgebracht. Das Konzert fand im Rahmen der Fuel for Life Tour statt, die die Metal-Band rund um den Erdball führte. Zu Beginn des Films sieht man, wie das Filmteam auf den Parkplatz vor der Veranstaltungshalle fährt, dabei sitzt Jeffrey „Jeff“ Krulik hinter dem Steuer, während sich sein Partner John Heyn hinten auf dem Rücksitz mit der Kamera befindet und durch das linke Autofenster einen Parkplatzwächter filmt. Später erzählt eine junge blonde Frau, dass sie mit ihrer Freundin, bei einigen Bechern Jack Daniel’s mit Coca-Cola, zum ersten Mal ein Heavy-Metal-Konzert besucht. Immer wieder sind grölende Horden von Judas-Priest-Fans zu sehen, teilweise mit Transparenten. Neben Band-T-Shirts von Judas Priest und Dokken tragen die Besucher zudem T-Shirts von Metallica, Iron Maiden, Kiss, Ozzy Osbourne, Accept, Slayer, der Konföderiertenflagge und des Benefizfestivals Live Aid von 1985. In den USA gibt es dafür den Begriff Tailgate-Party, was übersetzt Heckklappenparty bedeutet, wenn junge Erwachsene unter freiem Himmel um einen offenen Kofferraum eines Autos herum oder auf der Ladefläche eines Pick-ups stehen, Alkohol trinken und ein Barbecue veranstalten. Auf die Frage, was sie machen würde, wenn sie Rob Halford, den Sänger von Judas Priest, persönlich träfe, antwortet eine brünette Frau mit schwarzem Oberteil: „Ich würde ihn bespringen und mit ihm bumsen“ (im englischsprachigen Original: „I'd jump his bones!“). Damals 1986 war noch nicht bekannt, dass Rob Halford homosexuell ist. Erst zwölf Jahre später, im April 1998, hatte Halford sein Coming-out. Ein Jugendlicher mit langen Haaren, der wegen seiner schwarz-weiß gestreiften Kleidung den Spitznamen Zebraman erhielt, äußert in rüder Wortwahl seinen Unmut gegenüber der Punk-Bewegung und betont, seine Leidenschaft gelte allein der Heavy-Metal-Kultur, außerdem verspottet der Jugendliche die zum Zeitpunkt der Entstehung des Videos berühmt gewordene Popsängerin Madonna („Madonna can go to hell as far as I'm concerned. She's a dick“). Ein anderer Freundeskreis berichtet, Backstage-Pässe erhalten zu haben, um die Metal-Band Judas Priest hinter den Kulissen persönlich zu treffen. Da ein Freund der Clique, der Timmy hieß, einen Monat zuvor bei einem Autounfall ums Leben kam, ließ der Manager von Judas Priest dem Freundeskreis mehrere Backstage-Pässe zukommen. Manche Besucher halten ihre Eintrittskarte in die Kamera. Viele der Jugendlichen erzählen, mit Vorliebe die deutsche Hard-Rock-Band Scorpions zu hören. An anderer Stelle singen fünf junge Kerle den Song Bar Room Buddies, ursprünglich ein Duett von Country-Sänger Merle Haggard und Schauspieler Clint Eastwood aus der Filmkomödie Bronco Billy von 1980. Zwischendurch interviewt das Kamerateam einen schwarzhäutigen Hallenmitarbeiter des Capital Centre, der ein weißes Polohemd und eine Baseballmütze trägt, wobei der Jamaikaner versichert, ein so verrücktes Publikum noch nie erlebt zu haben. Ein anderer Konzertbesucher mit schwarzem Hut spielt anhand des Oberkörpers einer danebenstehenden Frau spontan Luftgitarre und singt dazu den Refrain des Songs I Get Around von den Beach Boys von 1964. Zum Schluss sieht man Judas Priest auf der Bühne, jedoch bei einem anderen Auftritt der Metal-Band, den Song Heading Out to the Highway performen.

## Reputation
Heavy Metal Parking Lot wurde in den frühen 1990er Jahren zu einem Underground-Kultfilm, der sich hauptsächlich als Bootleg-VHS verbreitete. Berichten zufolge lief der Film auch des Öfteren im Nirvana-Tourbus 1993/1994 während der Tournee zu dem Album In Utero, dadurch wurde Dave Grohl, der ehemalige Schlagzeuger von Nirvana, zum Fan des rockmusikalischen Kurzfilms mit hohem Nostalgiewert. Im Jahre 1994 rief die Regisseurin Sofia Coppola den Urheber John Heyn an und teilte ihm mit, dass sie in einer Videothek namens Mondo Video A-Go-Go in Hollywood, Los Angeles, eine VHS-Kassette von Heavy Metal Parking Lot ausgeliehen hat und einige Szenen daraus für einen TV-Pilotfilm verwenden möchte, den sie für den Fernsehsender Comedy Central produzierte. Als Filmemacher John Heyn die betreffende Videothek in Hollywood anrief, stellte sich heraus, dass dort sein Kurzfilm ein beliebter Verleihtitel unter Musikern und Schauspielern ist. Somit bestätigte sich, dass sich in Los Angeles an der Westküste eine große Fangemeinde um den Film gebildet hatte, weit über Washington, D.C. an der Ostküste hinaus. Der amerikanische Regisseur Cameron Crowe, der 1992 den Spielfilm Singles – Gemeinsam einsam und 2000 Almost Famous – Fast berühmt drehte, zwei Spielfilme, die sich mit Popmusik als Jugendkultur beschäftigen, bewertete den Kurzfilm Heavy Metal Parking Lot als „einer der größten Rockfilme überhaupt“ (auf Englisch: „One of the greatest rock movies ever“). Der amerikanische Filmkritiker Roger Ebert rezensierte den Musikdokumentarfilm mit den Worten: „Eine Zeitkapsel. Bekiffte Anhänger an der Pilgerstätte ihrer eigenen Unbeherrschtheit.“ (auf Englisch: „A time capsule … Stoned worshipers at the shrine of their own bewilderment“). Seitdem sich nach der Jahrtausendwende das Internet und Smartphones mit Videofunktion im Rahmen der globalen Digitalisierung sämtlicher Lebensbereiche in der breiten Gesellschaft etabliert haben, werden mittlerweile vergleichbare von Fans auf Rock- und Popkonzerten gedrehte Amateurfilme in großer Zahl auf Online-Plattformen wie YouTube oder in sozialen Netzwerken wie Facebook hochgeladen und veröffentlicht. Deshalb strahlen solche Videoclips, sofern die Filme im Netz nicht viral gehen, nur noch selten den Reiz des Besonderen aus wie einst Heavy Metal Parking Lot zur Entstehungszeit Mitte der 1980er Jahre. Als Milieustudie stellt Heavy Metal Parking Lot ein wertvolles audiovisuelles Zeitdokument dar.

## DVD-Veröffentlichung
Inzwischen ist der Film als 20th-Anniversairy Edition auch auf DVD im Handel erhältlich. Neben dem knapp 17-minütigen Hauptfilm enthält die DVD einige Fortsetzungen wie Neil Diamond Parking Lot von 1996/97, Monster Truck Parking Lot von 1989 und Harry Potter Parking Lot von 1999 und weiteres Bonusmaterial. Für die Fortsetzungen suchten die beiden Filmemacher Jeff Krulik und John Heyn im Laufe der Jahre denselben großen Parkplatz vor der Veranstaltungshalle auf, die zwischenzeitlich in US Air Arena umbenannt worden war, als dort etwa Neil Diamond im Jahre 1996 ein Konzert gab. Der Film Monster Truck Parking Lot blieb jedoch unvollendet. 1999 wurde die betreffende Veranstaltungshalle geschlossen, 2002 erfolgte der Abriss mit Sprengung der Halle am 15. Dezember 2002, um Platz für ein neues Einkaufszentrum zu schaffen. Filmaufnahmen von Abriss und Sprengung sind ebenfalls im Bonusmaterial der DVD enthalten. Viele Menschen in der Metropolregion rund um das Ballungsgebiet Landover im Bundesstaat Maryland identifizierten sich emotional mit der Multifunktionshalle Capital Centre, weil darin zahlreiche Musik- und Sport-Events stattfanden, mit denen die Bürger persönliche Jugenderinnerungen verbanden. So trat darin 1976 etwa Elvis Presley auf. Anlässlich des 15-jährigen Jubiläums des Dokumentarfilms Heavy Metal Parking Lot im Jahre 2001 begab sich das Duo Jeff Krulik und John Heyn auf eine weltweite Tour, um in Musikclubs, Museen und auf Filmfestivals erneut den Kurzfilm vorzuführen. Für den knapp achtminütigen Kurzfilm Harry Potter Parking Lot begleitete Filmemacher Jeff Krulik mit der Kamera eine Signierstunde der britischen Autorin Joanne K. Rowling in der Buchhandlung Politics and Prose in der amerikanischen Hauptstadt Washington, D.C. im Oktober 1999, um Kinder und Erwachsene in Bezug auf ihre Begeisterung für die Harry-Potter-Bücher zu befragen. Zudem befinden sich im DVD-Bonusmaterial einige Interviews mit Protagonisten des Films Heavy Metal Parking Lot, die viele Jahre später ihren weiteren Lebensweg seit 1986 schildern.

## Reverenzen
Die Bands Less Than Jake und American Hi-Fi parodierten Heavy Metal Parking Lot in ihren Musikvideos zu den Songs All My Best Friends Are Metalheads und Flavour Of The Weak. Auch das Video zu Just Want You To Know von den Backstreet Boys von 2005 nimmt satirisch Bezug auf den Film. Das 2019 erschienene Album Heavy Metal Rules der Glam-Metal-Band Steel Panther ist als Hommage nach einem gerufenen Ausspruch des Jugendlichen in Heavy Metal Parking Lot benannt, der aufgrund seiner schwarz-weiß gestreiften Kleidung den Spitznamen Zebraman bekam. In dem Kurzfilm von 1986 schlägt sich jener Jugendliche im Übermut versehentlich selbst das Mikrofon des Kamerateams gegen seine Zähne.

## TV-Serie
Ab 2004 strahlte der US-amerikanische Fernsehsender Trio die Serie Parking Lot aus, die auf der Dokumentation von 1986 aufbaute. Die Serie wurde von den Heavy Metal Parking Lot-Regisseuren Jeff Krulik und John Heyn (in Zusammenarbeit mit Radical Media) kreiert und co-produziert. Bis zur Absetzung 2006 liefen acht Episoden.